# 松平康元
松平康元（日语：／ Matsudaira Yasumoto，1552年—1603年9月19日）是日本戰國時代至江戶時代初期的武將和大名。下總國關宿藩初代藩主。父親是久松俊勝。母親是於大之方，因此是德川家康的異父弟。

## 生平
在天文21年（1552年）出生。永祿3年（1560年）3月，與異父兄家康會面，改名為康元，並受賜松平姓。永祿5年（1562年），成為上之鄉城城主。天正18年（1590年），擔任被攻陷後的小田原城的守備。同年，被賜予下總國關宿藩2萬石所領。翌年（1591年），加增4萬石。慶長5年（1600年），在關原之戰中，以家康的代理身份，擔任江戶城的留守居役。
在慶長8年（1603年）死去。享年52歲。家督由嫡男忠良繼承。

## 外部連結
- 武家家伝＿久松氏 （页面存档备份，存于）